# FINA Water Polo World Cup 1979 (maschile)
La Coppa del Mondo maschile di pallanuoto 1979 è stata la prima edizione della manifestazione che sarebbe stata organizzata ogni due anni dalla FINA fino al 1999, per poi passare a cadenza quadriennale a partire dal 2002. Le nazioni partecipanti venivano scelte fra le 8 prime classificate del campionato mondiale precedente.
Le otto squadre erano incluse in un unico grande girone in cui ciascuna affrontava tutte le altre una sola volta, per un totale di 7 partite per ogni squadra. Le partite si disputarono a Fiume e Belgrado.

## Squadre partecipanti
Le squadre sono elencate secondo l'ordine di classifica del campionato mondiale 1978.
- Italia
- Ungheria
- Jugoslavia
- Unione Sovietica
- Stati Uniti
- Romania
- Germania Ovest
- Bulgaria

## Classifica
|    | Squadra          | Punti | G | V | N | P | GF | GS | DR  |
| -- | ---------------- | ----- | - | - | - | - | -- | -- | --- |
| 1. | Ungheria         | 11    | 7 | 5 | 1 | 1 | 37 | 28 | +11 |
| 2. | Stati Uniti      | 10    | 7 | 5 | 0 | 2 | 40 | 26 | +14 |
| 3. | Jugoslavia       | 10    | 7 | 5 | 0 | 2 | 38 | 32 | +6  |
| 4. | Unione Sovietica | 9     | 7 | 4 | 1 | 2 | 35 | 25 | +10 |
| 5. | Germania Ovest   | 8     | 7 | 3 | 2 | 2 | 29 | 31 | –2  |
| 6. | Italia           | 4     | 7 | 1 | 2 | 4 | 40 | 45 | –5  |
| 7. | Romania          | 3     | 7 | 0 | 3 | 4 | 30 | 38 | –8  |
| 8. | Bulgaria         | 1     | 7 | 0 | 1 | 6 | 21 | 45 | –24 |

## Risultati
|                  | Ungheria (bandiera) | Stati Uniti (bandiera) | Jugoslavia (bandiera) | Unione Sovietica (bandiera) | Germania Ovest (bandiera) | Italia (bandiera) | Romania (bandiera) | Bulgaria (bandiera) |
| ---------------- | ------------------- | ---------------------- | --------------------- | --------------------------- | ------------------------- | ----------------- | ------------------ | ------------------- |
| Ungheria         |                     | 4 – 3                  | 7 – 8                 | 4 – 3                       | 4 – 4                     | 5 – 2             | 5 – 4              | 8 – 4               |
| Stati Uniti      | 3 – 4               |                        | 4 – 6                 | 6 – 3                       | 4 – 2                     | 9 – 4             | 8 – 4              | 6 – 3               |
| Jugoslavia       | 8 – 7               | 6 – 4                  |                       | 1 – 5                       | 3 – 4                     | 7 – 6             | 6 – 4              | 7 – 2               |
| Unione Sovietica | 4 – 5               | 3 – 6                  | 5 – 1                 |                             | 9 – 4                     | 6 – 6             | 3 – 2              | 5 – 1               |
| Germania Ovest   | 4 – 4               | 2 – 4                  | 4 – 3                 | 4 – 9                       |                           | 5 – 4             | 4 – 4              | 6 – 3               |
| Italia           | 2 – 5               | 4 – 9                  | 6 – 7                 | 6 – 6                       | 4 – 5                     |                   | 8 – 8              | 10 – 5              |
| Romania          | 4 – 5               | 4 – 8                  | 4 – 6                 | 2 – 3                       | 4 – 4                     | 8 – 8             |                    | 3 – 3               |
| Bulgaria         | 4 – 8               | 3 – 6                  | 2 – 7                 | 1 – 5                       | 3 – 6                     | 5 – 10            | 3 – 3              |                     |